# 克拉斯诺兹纳缅斯科耶农村居民点
克拉斯诺兹纳缅斯科耶农村居民点（俄语：Краснознаменское сельское поселение）是俄罗斯联邦沃罗涅日州利斯基区所属的一个农村居民点。其下辖有2个居民点，行政中心为利斯金斯科耶。据2016年统计，该农村居民点的人口为1461人。